# متحف محمد خليص الحربي
متحف محمد خليص الحربي هو متحف خاص للتراث الشعبي، يملكه الدكتور محمد خليص الحربي. ويقع المتحف في منطقة العذيب بالعلا في السعودية، ويتكون من ثلاث قاعات مقسمة إلى ثمان أجنحة لعرض المقتنيات التراثية.

## المقتنيات
وتضم المقتنيات أدوات الضيافة وجميع مستلزماتها من منافيخ ومحاميس وغيرها، ومجموعة من الأسلحة المختلفة وايضا آلات التصوير القديمة ومواد التحميض والأدوات الكهربائية القديمة من تليفزيونات وراديوهات، وكذلك المصنوعات الجلدية، بالإضافة إلى مجموعة من الملابس والمصنوعات الخوصية والأواني النحاسية، وكذلك مجموعة من الكتب والمخطوطات القديمة.

## وصلات خارجية
- متاحف المدينة المنورة الخاصة موروث ثقافي يروي قصص المجد والأصالة
- متحف محمد خليص الحربي